# Speccy
Speccyは、Piriformが開発したフリーウェアのユーティリティソフトウェアでMicrosoft Windows XP以降に対応している。

## 概要
Speccyはユーザーが自身のコンピュータのハードウェアやソフトウェアの情報を見ることができるツールである。表示される情報にはプロセッサのブランドとモデル、ハードドライブの容量と速度、RAMの容量、オペレーティングシステムやグラフィックカードその他多数に上る。また使用しているハードウェアの種類やどのように使われているかを見ることもできる。